# Keiya Sento
Keiya Sento (født 29. december 1994) er en japansk fodboldspiller, som spiller for den japanske fodboldklub Kyoto Sanga FC.